# Le Plan
Le Plan is een gemeente in het Franse departement Haute-Garonne (regio Occitanie) en telt 367 inwoners (2004). De plaats maakt deel uit van het arrondissement Muret.

## Geografie
De oppervlakte van Le Plan bedraagt 8,1 km², de bevolkingsdichtheid is 45,3 inwoners per km².

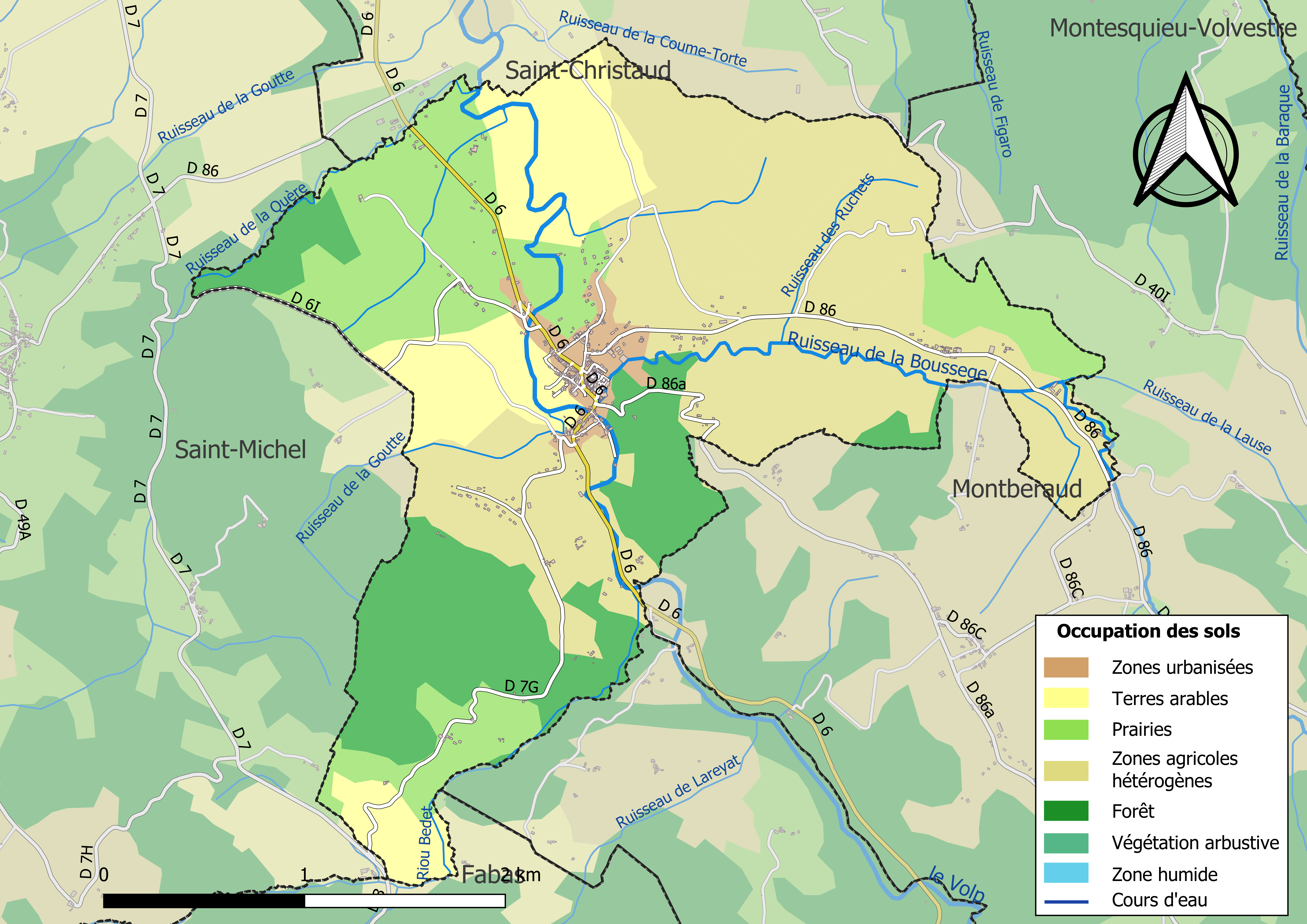
kaart van de gemeente met de belangrijkste infrastructuur, bodemgebruik en omliggende gemeenten

## Demografie
Onderstaande figuur toont het verloop van het inwonertal (bron: INSEE-tellingen).